# 게르치

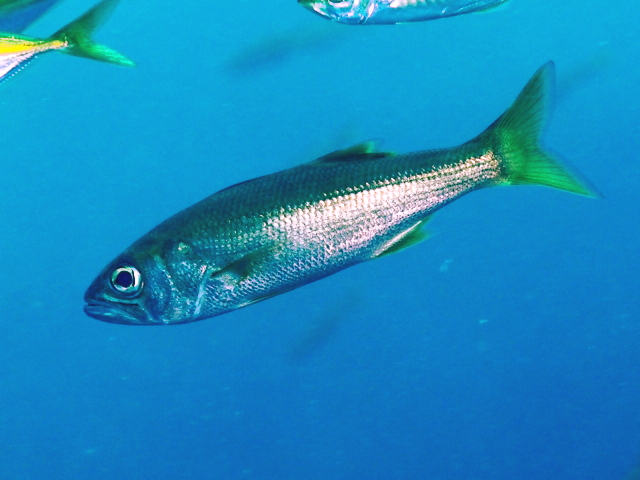

게르치(Scombrops boops)는 게르치과에 속하며 조기어류의 일종이다.

## 특징
몸길이 50 cm 가량으로 아래턱이 위턱보다 길고 눈과 입이 크다. 치어에서 성어가 됨에 따라 몸빛이 달라진다. 11-3월에 걸쳐 수심 300-500m의 암초지대에 산란하며, 알은 부유성이다. 몸길이가 5월경에는 3–6 cm, 7-8월에는 15-20cm까지 자라며, 이 때에는 어미와는 달리 수심 약 10m의 암초가 있는 연안에서 산다. 9월경에는 근해의 중층으로 이동하며, 몸길이가 30 cm 정도 되는 11월경에는 먼 바다의 심해로 서식 장소를 옮긴다. 성어로 되기까지는 3년 정도 걸리며, 성어는 수심 300-500m 깊이의 심해에 살다가 산란기에만 얕은 곳으로 온다. 게르치는 갓 부화했을 때에는 동물성플랑크톤을 주로 먹지만 몸길이가 4-5cm가 되면 어린 물고기를 잡아먹기 시작하여 점차 육식성으로 변한다. 겨울철에 맛이 좋다. 여름철에도 맛이 좋다.

## 분포
한국 남부, 일본 근해, 타이완 주변 해역 및 태평양 남부 연해에 분포한다.